# Músculo nasal
O músculo nasal é um músculo do nariz constituido por uma porção transversa (pars transversa) e uma porção alar (pars alaris), que são consideradas, por alguns anatomistas, como músculos independentes sob as denominações de: músculo transverso do nariz e músculo dilatador das narinas, respectivamente.